# Pierre Levée de Soubise
Pour les articles homonymes, voir Pierre levée et Pierre du Diable.
La Pierre-Levée de Soubise, appelée aussi pierre du Diable ou pierre du Démon est un dolmen situé à Brétignolles-sur-Mer, dans le département français de la Vendée.

## Protection
L'édifice est inscrit au titre des monuments historiques en 1984.

## Description
Il se compose de trois orthostates, deux en granite et un en quartzite, sur lesquels repose une unique table de couverture en quartzite, très inclinée vers l'ouest, de 2,55 m de long sur 2,33 m de large et 0,45 m d'épaisseur. Les vestiges du cairn dolménique sont visibles autour du dolmen.
Marcel Baudouin et G. Lacouloumère fouillèrent le dolmen en mai 1904. Ils y découvrirent un squelette de petite taille, la tête orientée à l'ouest, recouvert d'une dalle. Le matériel archéologique signalé comportait quelques poteries et des objets lithiques (silex et grès).

## Tradition
Comme beaucoup d'autres mégalithes, le site est connu comme un lieu de sabbat.